# 阜通站
阜通站是一个位于中国北京市朝阳区望京街道阜通西大街、广顺南大街交叉口，属于北京地铁14号线的地铁车站。2014年12月28日随14号线东段开通一同投入使用。

## 位置
阜通站位于东北四环外，望京地区，阜通西大街（东北－西南走向）与广顺北大街－广顺南大街（西北－东南走向）交汇处，沿广顺南北大街呈西北－东南走向走向布置。

## 结构

### 车站楼层
阜通站为地下二层车站，采用12米岛式站台，车站结构全长249.6米，标准段宽度21.3米，建筑面积19184平方米。设置6个出入口。
站内装饰颜色为紫色。站内吊顶空间局部上挑，以期迎合周边的商业氛围。
| 地面层          | 出入口                   | A—C出入口                        |
| 地下一层 站厅层 | 站厅                     | 票务服务、自动售票机、一卡通充值 |
| 地下二层 站台层 |                          | █ 14号线往张郭庄（望京南）       |
| 地下二层 站台层 | 岛式站台，左側開门       |                                  |
| 地下二层 站台层 | █ 14号线往善各庄（望京） |                                  |

### 站厅

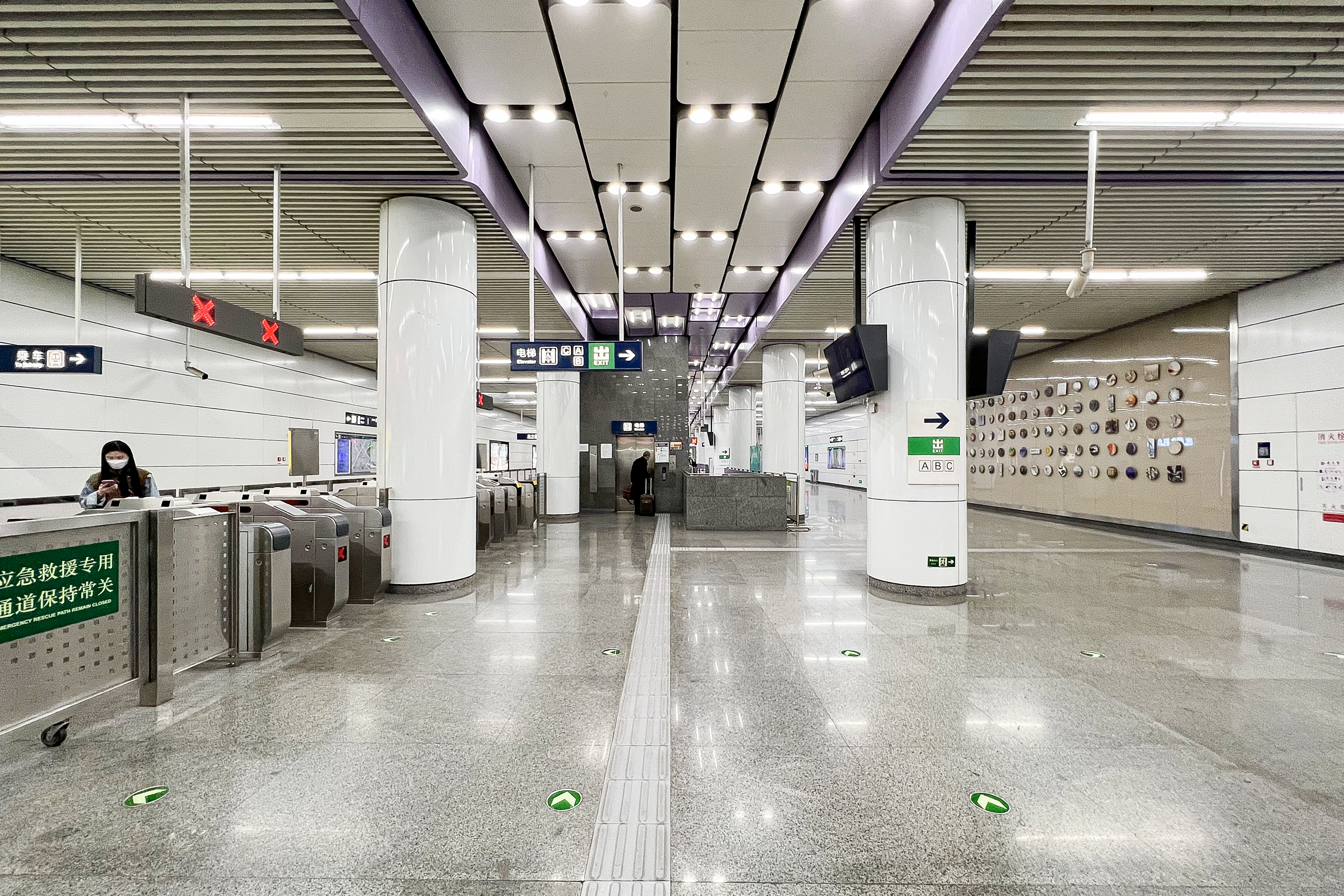
站厅层

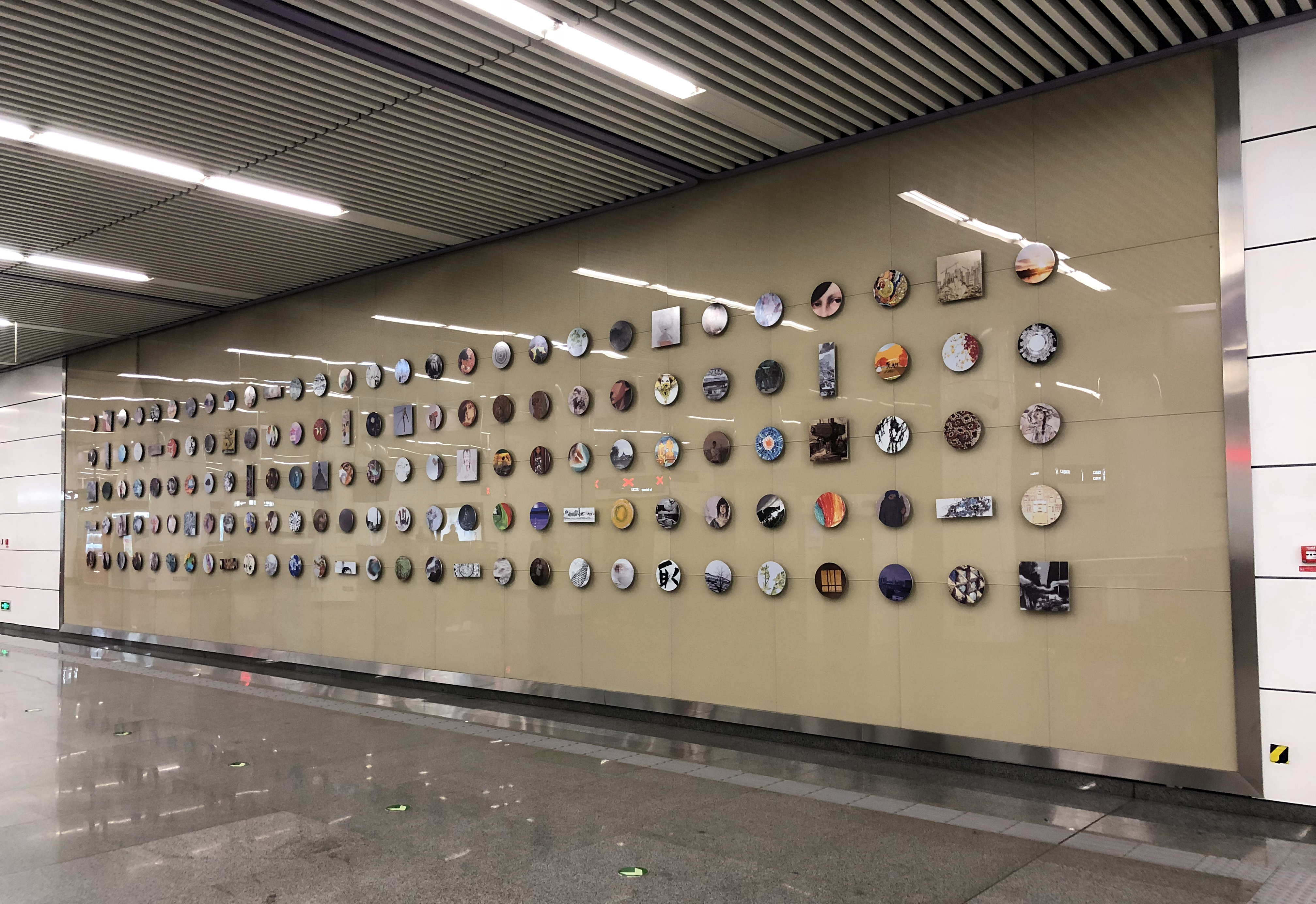
车站艺术墙《一人一画》

阜通站的站厅位于地下一层，设有由中央美术学院教授、雕塑家王中设计的艺术墙《一人一画》。

### 站台

站台全景（2018年3月摄）

阜通站设有1个岛式站台，位于广顺南大街地底。

## 出入口
阜通站共有5个出入口，目前开放4个出入口。B2出入口已开工建设。
|                           |            |                                                    |      |            |
| 编号                      | 指示       | 建议前往的目的地                                   | 照片 | 无障碍设施 |
| 出口 · A · 1 · 升降机标志 | 阜通西大街 | 阜通西大街、广顺南大街、大西洋新城、都市心海岸雅园 |      |            |
| 出口 · A · 2              | 广顺北大街 |                                                    |      |            |
| 出口 · B · 升降机标志     | 阜通西大街 | 阜通西大街、广顺南大街、阜荣街、望京西园           |      |            |
| （建设中）                |            |                                                    |      |            |
| 出口 · C                  | 广顺南大街 | 广顺南大街、阜安西路                               |      | 不適用     |
| 註： 設有                 |            |                                                    |      |            |